# Tiefenbach (Schlierach)
Der Tiefenbach ist ein Fließgewässer in Bayern. Er entsteht westlich des Bembergs, durchfließt den Loidlsee; weiter westwärts mündet er
bei Agatharied von rechts in die Schlierach.